# Fakturierung
Die Fakturierung (abgeleitet von lateinisch factura, „Rechnung“), auch Rechnungsstellung genannt, ist im Rechnungswesen die Erstellung einer Rechnung über erfolgte oder vorgesehene Lieferungen oder Leistungen.

## Allgemeines
Die Rechnung ist für den Verkäufer der Buchungsbeleg für den Warenausgang, beim Käufer für den Wareneingang. Zur Fakturierung gehören die Sollstellung der Forderung (außer bei Barzahlung oder Kartenzahlung), die Verbuchung von Gutschriften, das Bonus- und Rabattsystem und die Verbuchung der Umsatzsteuer. Bei Warenwirtschaftssystemen ist die Fakturierung integriert und umfasst automatisch den Warenausgang sowie die Verbuchung der Forderung und Umsatzsteuer.

## Rechtsfragen
Eine Forderung aus Lieferung und Leistung entsteht mit deren Erbringung, der darauf folgenden Fakturierung und dem Ausstehen der Zahlung durch den Kunden. Korrespondierend muss der Kunde bei erhaltener Rechnung die Lieferung bzw. Leistung als Verbindlichkeiten verbuchen. Die Rechnung muss den Mindestanforderungen des § 14 Abs. 4 UStG entsprechen.
Fakturierungsfristen
Das Gesetz sieht je nach Kunde bestimmte Fristen zur Erstellung einer Rechnung vor:
| Kunde                             | Frist für die Erstellung der Rechnung                                                                  |
| --------------------------------- | --- |
| Privatperson (kein Unternehmer)   | keine Fristen                                                                                          |
| Unternehmen im Inland             | sechs Monate nach Ausführung der Leistung (§ 14 Abs. 2 UStG)                                           |
| Unternehmen in EU-Mitgliedstaaten | bis zum 15. des Monats, der auf den Monat des Umsatzes folgt (§ 14a Abs. 1 Satz 2, Abs. 3 Satz 1 UStG) |

Die Grundsätze zur ordnungsmäßigen Führung und Aufbewahrung von Büchern, Aufzeichnungen und Unterlagen in elektronischer Form sowie zum Datenzugriff (GoBD) des Bundesfinanzministeriums vom 28. November 2019 sehen vor, dass Datenverarbeitungssysteme mit Fakturierung die Geschäftsvorfälle zeitnah (bare Geschäftsvorfälle täglich, unbare innerhalb zehn Tagen) in Grundbuchaufzeichnungen festhalten müssen.

## Arten
Die Fakturierung kann vor der Kommissionierung (Vorfakturierung) oder nach ihr erfolgen (Nachfakturierung). Der Regelfall ist die Nachfakturierung, wenn etwa ein Handwerker eine Reparatur durchführt und erst danach die Rechnung erstellt. Eine Vorfakturierung gibt es beispielsweise bei der Vorkasse, wenn der Verkäufer im Online-Handel oder Versandhandel zuerst die Rechnung übersendet, deren Bezahlung verlangt und erst nach Zahlungseingang liefert. Bei der Nachfakturierung hat der Verkäufer ein Zahlungsrisiko durch seinen Lieferantenkredit, bei der Vorfakturierung gewährt der Käufer dem Verkäufer einen Kundenkredit und besitzt deshalb ein Kreditrisiko.

## International
In Österreich wird die Fakturierung auch als „Rechnungslegung“ bezeichnet. Im Kern geht es bei der Fakturierung um den gesamten Prozess, der weit über das bloße Ausstellen von Rechnungen hinausgeht. Es umfasst alles – vom Erstellen eines Angebots bis hin zur Versendung von Mahnungen, unter Einhaltung der gesetzlichen Vorschriften und korrekten Verbuchung.
Auch in der Schweiz hat Fakturierung denselben Begriffsinhalt. Fakturierung gehört neben der Debitorenbuchhaltung, dem Mahnverfahren und Inkasso zum Debitorenmanagement.